# Alasrivier
Alasrivier (Zweeds – Fins: Alasjoki) is een rivier annex beek, die stroomt in de Zweedse  gemeente Kiruna. De Alasrivier is een zijrivier van de Myllyrivier. Ze ontvangt water uit de Koulusrivier en de Grote Torisrivier.
Afwatering: Alasrivier  →  Idirivier →  Muonio → Torne → Botnische Golf